# Synalpheus bradleyi
Synalpheus bradleyi is een garnalensoort uit de familie van de Alpheidae. De wetenschappelijke naam van de soort is voor het eerst geldig gepubliceerd in 1922 door Verrill.